# Július Bielik
Július Bielik (sinh ngày 8 tháng 3 năm 1962) là một cầu thủ bóng đá người Slovakia.

## Đội tuyển bóng đá quốc gia Slovakia
Július Bielik thi đấu cho đội tuyển bóng đá quốc gia Tiệp Khắc từ năm 1983-1990.

## Thống kê sự nghiệp
| Đội tuyển bóng đá Tiệp Khắc | Đội tuyển bóng đá Tiệp Khắc | Đội tuyển bóng đá Tiệp Khắc |
| Năm                         | Trận                        | Bàn                         |
| --------------------------- | --------------------------- | --------------------------- |
| 1983                        | 1                           | 0                           |
| 1984                        | 0                           | 0                           |
| 1985                        | 0                           | 0                           |
| 1986                        | 0                           | 0                           |
| 1987                        | 2                           | 0                           |
| 1988                        | 6                           | 0                           |
| 1989                        | 3                           | 0                           |
| 1990                        | 6                           | 0                           |
| Tổng cộng                   | 18                          | 0                           |